# Ѝ
Ѝ (kleingeschrieben ѝ) ist eine betonte Variante des kyrillischen Buchstaben И, bestehend aus einem И mit Gravis. Er wird vor allem in der mazedonischen und bulgarischen Sprache verwendet, um Verwechslungen zwischen identischen Wörtern mit verschiedener Bedeutung zu vermeiden.